# Kreuzdachbildstock (Großenbrach, Steinig)

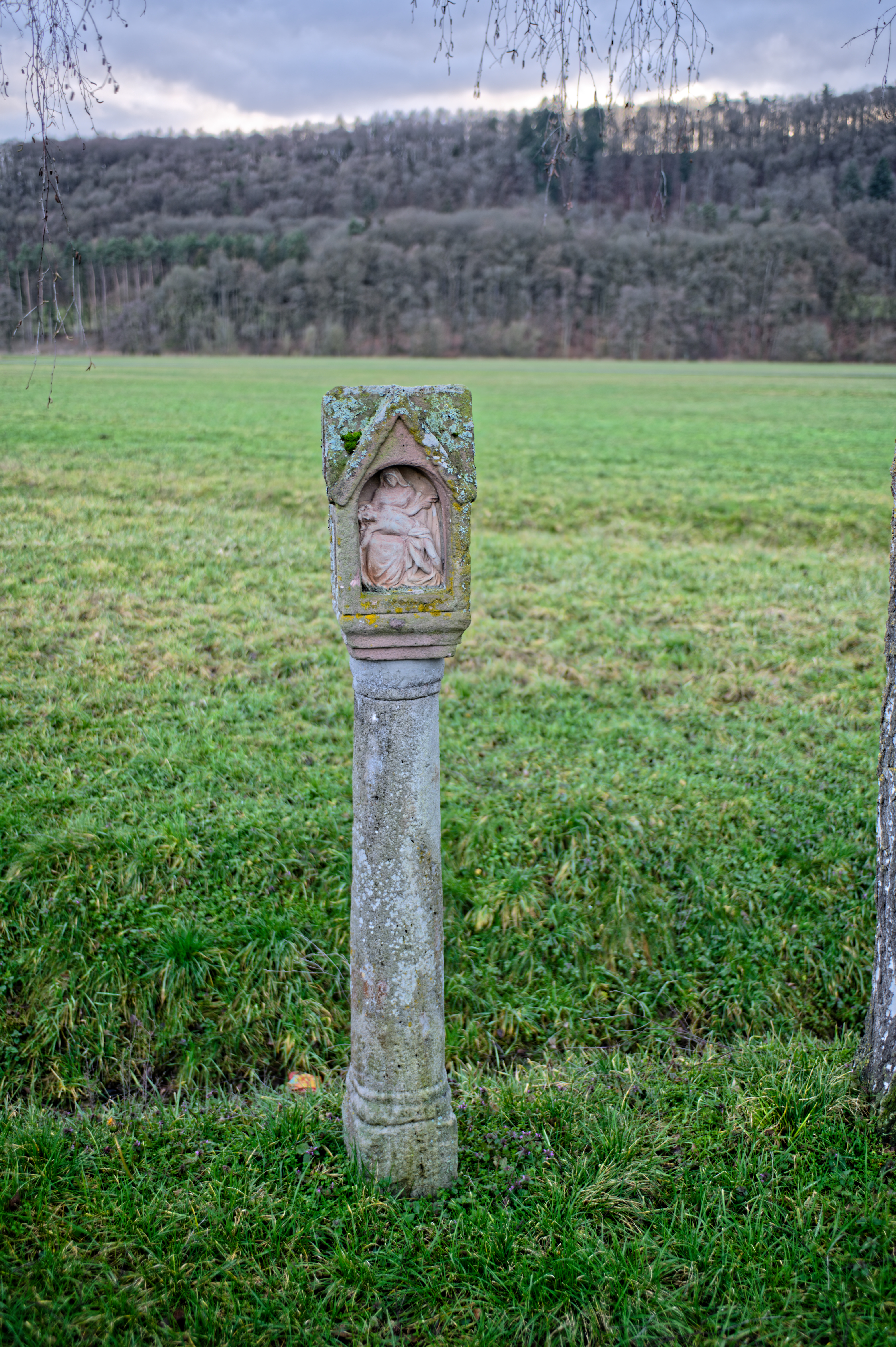
Bildstock, Großenbrach, Steinig

Der Kreuzdachbildstock Steinig ist ein Flurdenkmal in Großenbrach, einem Gemeindeteil im Markt Bad Bocklet im unterfränkischen Landkreis Bad Kissingen. Der Bildstock gehört zu den Baudenkmälern von Bad Bocklet und ist unter der Nummer D-6-72-112-52 in der Bayerischen Denkmalliste registriert.

## Beschreibung
Der Kreuzdachbildstock besteht aus Sandstein und entstand im Jahr 1612.
Die 120 cm hohe Säule aus quarzistischem, hellen Sandstein verjüngt sich leicht nach oben. Das untere Teilstück ist ein Vierkantblock.
Der aus rotem Sandstein bestehende Aufsatz hat die Form eines Kreuzdachhauses mit einer Höhe von 53 cm. Das Gehäuse hat vier Seitenflächen; von ihnen zeigen zwei in flacher Nische ein Kleeblattkreuz, einmal dazu die Initialen „M. S.“. Die dritte Seite zeigt in der Bildfläche das Kreuz mit Corpus, das von folgender Inschrift umgeben ist:

„INRI

CASP.....CHIS

BEUT.....TER

ANNO

1612“

Die vierte Nische ist stärker eingetieft; an ihren leeren Dübellöchern war eine bemalte Blechtafel befestigt.
Im Jahr 1976 wurde der Bildstock nach dem Diebstahl einer eingestellten Figur von einem Gebüschstreifen an der Kissinger Straße in den Wiesengrund versetzt.